# Овчарова, Анна Сергеевна
Анна Сергеевна Овчарова (род. 16 марта 1996, Москва) — российская и швейцарская фигуристка, выступавшая в одиночном катании. Чемпионка Швейцарии (2014).
После завершения спортивной карьеры — сценаристка и режиссёр.

## Карьера
Анна Овчарова начала заниматься фигурным катанием в 4 года. Долгое время тренировалась в школе ЦСКА у Светланы Соколовской.
Впервые вышла на международный уровень в сезоне 2009—2010 приняв участие в юниорской серии Гран-при и отобравшись в финал. Там она заняла 5-е место. Позже, приняла участие во «взрослом» чемпионате России, где также стала пятой, а на последовавшем юниорском первенстве России завоевала серебряную медаль и была направлена чемпионат мира среди юниоров, где снова стала пятой. Сезон 2010—2011 Анна вынуждена пропустить из-за сложностей роста.
В сезоне 2011—2012 завоевала бронзовую медаль на международном кубке Ниццы. На этапах кубка России выступила неудачно (6 и 8 места), но была, в качестве исключения, допущена до чемпионата России, где заняла 17-е, предпоследнее место. После чемпионата России переехала жить и тренироваться в Женеву (Швейцария) и приняла решение выступать за эту страну.
Дебютировала она в швейцарском чемпионате 2012 года. Все международные турниры она была вынуждена пропустить из-за карантина при смене спортивного гражданства. На следующий год она стала чемпионкой Швейцарии. Выступила за Швейцарию и на чемпионате мира.
В следующий сезон дебютировала на соревнованиях Гран-при на французском этапе в Бордо, где заняла последнее место. Однако на заключительном этапе в Осаке (Япония) она была уже предпоследней. На чемпионате Швейцарии в Лугано Анна выступила не совсем удачно, заняла второе место и стала лишь запасной на европейское первенство.
В 2015 году завершила соревновательную карьеру. Обучалась на режиссёра в Лос-Анджелесе, а впоследствии начала писать киносценарии.

## Программы
| Сезон     | Короткая программа                                     | Произвольная программа                                                                     |
| --------- | ------------------------------------------------------ | ------------------------------------------------------------------------------------------ |
| 2014—2015 | Butterflies Are Free А.Шнитке                          | Mon Dieu Эдит Пиаф Milord Эдит Пиаф                                                        |
| 2013—2014 | Цыганская музыка Ensemble of Moiseev                   | Chattanooga Choo Choo Гленн Миллер Sunlight Serenade Гленн Миллер In The Mood Гленн Миллер |
| 2012—2013 | Балет                                                  | Memoirs of a Geisha Джон Уильямс                                                           |
| 2011—2012 | Common Threads Бобби Макферрин Knock on Wood Safri Duo | A Chorus Line                                                                              |
| 2010—2011 | Jazz Medley                                            | Музыка из балета Дон Кихот Людвиг Минкус                                                   |
| 2009—2010 | Jazz Medley                                            | Музыка из балета «Дон Кихот» Людвиг Минкус                                                 |

## Результаты
| Соревнования                                  | 08/09         | 09/10         | 11/12         |
| Международные                                 | Международные | Международные | Международные |
| --------------------------------------------- | ------------- | ------------- | ------------- |
| Кубок Ниццы                                   |               |               | 3             |
| Международные среди юниоров                   |               |               |               |
| Чемпионат мира                                |               | 5             |               |
| Финал Гран-при                                |               | 5             |               |
| Гран-при Венгрии                              |               | 5             |               |
| Гран-при Польши                               |               | 2             |               |
| Национальные                                  |               |               |               |
| Чемпионат России                              |               | 5             | 17            |
| ЧР среди юниоров                              | 16            | 2             |               |
| Овчарова полностью пропустила сезон 2010/2011 |               |               |               |

| Соревнования        | 12/13         | 13/14         | 14/15         |
| Международные       | Международные | Международные | Международные |
| ------------------- | ------------- | ------------- | ------------- |
| Чемпионат мира      |               | 20            |               |
| Гран-при Франции    |               |               | 12            |
| Гран-при Японии     |               |               | 11            |
| Nebelhorn Trophy    |               |               | 10            |
| Bavarian Open       |               | 2             |               |
| Challenge Cup       |               | 3             |               |
| Ice Challenge       |               | 9             |               |
| Кубок Ниццы         |               | 16            |               |
| Национальные        |               |               |               |
| Чемпионат Швейцарии | 2             | 1             | 2             |